# Szíriusz (film)
A Szíriusz 1942-ben bemutatott fekete-fehér magyar játékfilm Hamza D. Ákos rendezésében.

## Tartalom
Sergius, a valaha nagy tudású, de lassan őrült rögeszméibe merülő professzor feltalálja az időgépet, melynek sebessége gyorsabb a Föld forgásánál, így vissza lehet vele repülni a múltba. Leányát és vagyonát annak ígéri, aki bele mer ülni ebbe a különös szerkezetbe. A kalandvágyó Tibor Ákos gróf vállalkozik erre, ám a gép indulásakor lezuhan, a fiatalember megsérül, s lázálmában különös kalandokat él át a XVIII. században, ősének, Tibor Gergely grófnak a kastélyában. Barátságot köt Gvadányival, Orczy Lőrinccel és beleszeret egy gyönyörű velencei énekesnőbe, Rosinába. Eszméletét visszanyerve a gróf csalódottan veszi tudomásul, hogy különös kalandja csak álom volt. Elveszett szerelméért a professzor leánya, Rosina tökéletes hasonmása, Rózsa kárpótolja.

## Szereplők
- Tibor Ákos gr. (Szilassy László)
- Beppo Rosina, az énekesnő és Sergius Rózsi, a professzor lánya (Karády Katalin)
- Sergius professzor (Baló Elemér)
- Párkányi Kata	(Déry Sári)
- Tibor Gergely gr. (Rajczy Lajos)
- orvosok (Szakáts Zoltán, Harasztos Gusztáv)
- Cafarelli az énekes (Pethes Sándor)
- kegyelmes úr (Bodnár Jenő)
- kocsis (Gonda György)
- színész (Danis Jenő)
- Teresa Nagy Ila (Csiki Nagy Ica)
- ápolónő (Fáy Kiss Dóra)
- udvarmester (Vándory Gusztáv)
- Abbé (Pártos Gusztáv)
- Gvadányi (Hidassy Sándor)
- Orczy Lőrinc (Szapáry Sándor)
- osztrák (Greguss Zoltán)
- grófnő (Somogyi Nusi)
- Kaunitz gróf (C. Turáni Endre)
- osztrák báró I. (Berczy Géza)
- osztrák báró II. (Makláry János)
- hoppmester (Sugár Lajos)
- inas I. (Makláry Zoltán)
- inas II. (Ihász Lajos)
- Hadur (Kelemen Lajos)
- hercegnő (Bánhidy Ilona)
- osztrák nemes (Matány Antal)
- Nádasdy, magyar nemes (Lontay István)
- ? (Szabó Jenő)
- ? (Misoga László)
- ? (Kuscherow Táncospár)